# Lucento
Lucento (em latim: Lucentum; em grego clássico: Λούκεντον; romaniz.: Loúkenton), chamada Lucência (em latim: Lucentia) por Pompônio Mela, é a predecessora romana da cidade de Alicante, Espanha. Em particular, refere-se ao sítio arqueológico onde se encontram os vestígios deste antigo povoado, no local conhecido como El Tossal de Manises, no bairro de Albufereta.

## História antiga

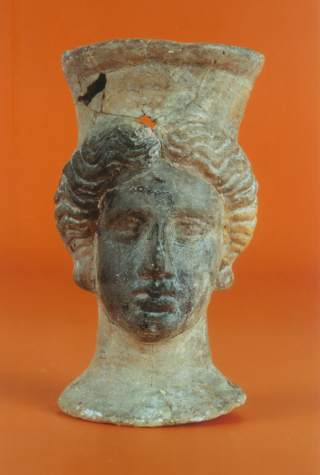
Vaso funerário da necrópole de Lucento

Diodoro atribui a fundação de Lucento ao líder cartaginês Amílcar Barca. Como centro comercial mediterrâneo e ibérico, mantinha contatos comerciais com a Grécia, a Fenícia e a cidade ibérica de Tartesso, no sul, absorvendo algumas de suas influências. Esta mistura única deu origem à cultura dos contestanos citada por Plínio, o Velho e Estrabão. Suas ruínas incluem várias características distintamente cartaginesas.  
A cidade púnica era conhecida pelos gregos como "Penhasco Branco" ou "Forte Branco", Ákra Leuká (em grego:  Ἄκρα Λευκά), Ákra Leukḗ (Ἄκρα Λευκή), e Leukḕ Ákra (Λευκὴ Ἄκρα). Tito Lívio traduziu o segundo sentido do nome grego para o latim, chamando o assentamento de Castro Albo (Castrum Album). O grego provavelmente traduziu o nome púnico do sítio, embora alguns prefiram imaginá-lo transcrevendo um nome de local ibérico envolvendo as palavras lug ("água") e cant ("penhasco").
A cidade teve o seu apogeu entre o século I a.C. e o I d.C., e a maioria dos vestígios da cidade tem a marca romana. A cidade foi refundada como Lucento (do latim lucere , "Lugar de Luz" ou "Lugar Brilhante") depois que P. Cornelius Scipio conquistou a área no decorrer da Segunda Guerra Púnica. Com o passar dos anos, ganhou um caráter inteiramente romano, completo com banhos, fóruns, templos, esgotos, etc. Foi uma das principais cidades da província romana de Hispania Tarraconensis.
Ela entrou em declínio no século II e foi efetivamente abandonada no final do III. A principal causa desse declínio foi a concorrência da cidade vizinha de Ílicos (hoje Elche), que tinha melhores comunicações terrestres e de água e começou a usurpar o comércio da Lucento. Eventualmente, o assentamento foi completamente despovoado, o local usado apenas para um cemitério muçulmano durante os séculos X e XI.

## História moderna
As primeiras evidências modernas sobre a localização da antiga cidade surgiram em 1780, quando o conde de Lumiares, Antonio Valcárcel Pío de Saboya, sugeriu que as ruínas de Tossal de Manises - que ele escavou pessoalmente durante vários anos - eram de fato Lucento. Isso contradizia a sabedoria comum da época, segundo a qual a cidade romana ficava bem fora da cidade de Alicante. Mais tarde, as ruínas foram escavadas por Lafuente e Figueras, que encontraram a cidade cartaginesa mais antiga. Na década de 1930, eles foram novamente escavados por um professor Belda, época em que uma necrópole foi descoberta durante a construção de uma estrada.

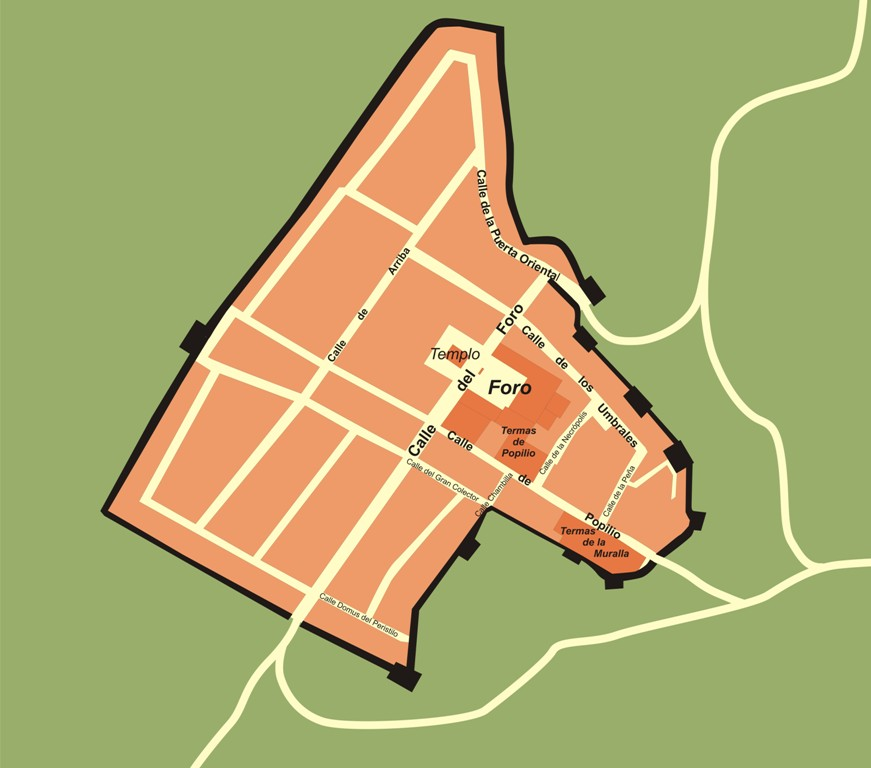
Reconstrução hipotética do plano da cidade por volta do século I

O local contém indícios das épocas ibérica e romana, embora em termos de materiais recuperados e ruínas remanescentes predominem as influências romanas (especialmente a partir do século I e posteriores). A cidade romana foi construída sobre a ibérica, da qual praticamente nada resta, exceto as muralhas. O nível inferior é contemporâneo a uma necrópole escavada na década de 1930 para dar lugar a uma estrada, cujos materiais estão agora alojados no Museu Arqueológico de Alicante. Entre eles, destacam-se vários caldeirões, cerâmicas ibéricas decoradas com formas geométricas, pássaros e peixes, esculturas, joias, amuletos de origem egípcia, louças de terracota e armas. Das joias recuperadas, um tipo de pingente, possivelmente para uso masculino, é bastante notável, pois sugere que houve uma oficina local cuja produção foi parar em outros cemitérios locais. Finalmente, o "Kore de Alicante", atualmente instalado no Museu Arqueológico da Catalunha, poderia ter vindo deste local.
No pós-guerra, o local (localizado em local privilegiado, com excelente vista para a antiga lagoa e baía) corria o risco de desaparecer, vítima da especulação imobiliária. No entanto, os esforços daqueles a favor de sua preservação, mais notavelmente o arqueólogo sueco Solveig Nordström, conseguiram defender o local. Este esforço culminou na designação de 1961 como "Monumento Artístico e Histórico", que gozou de alguma protecção jurídica. Infelizmente, o movimento de preservação não conseguiu impedir muito o desenvolvimento ao redor do local, com o resultado que as ruínas são cercadas por edifícios altos e não são de forma alguma "visualmente puras".
Apesar das proteções legais que foram conquistadas para as ruínas, eles sofreram com o abandono e a exposição por vários anos, até que finalmente foram feitos esforços na década de 1990 para conservá-los. Daí resultou uma construção recente, dirigida pelo arquitecto Rafael Pérez Jiménez e pelo arqueólogo Manuel Olcina Doménech, que visa a conservação definitiva e irreversível do que resta das ruínas. Essa recuperação representa um marco cultural para Alicante.

## Lucento atualmente

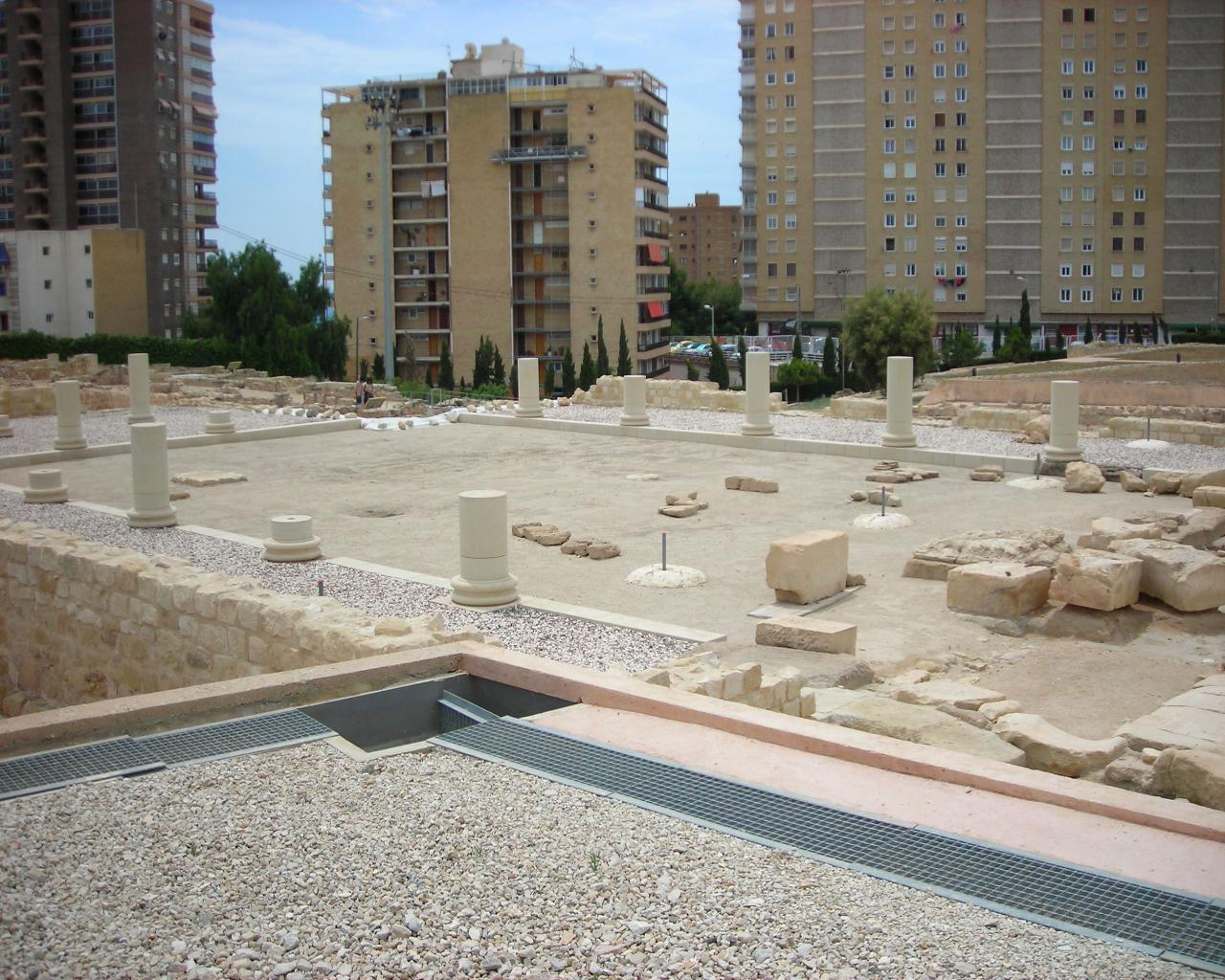
O fórum romano de Lucento

Atualmente, pode-se visitar o sítio arqueológico, que cobre uma área de cerca de 30,000 m2 (7.4 acres). As características mais visíveis são os restos da muralha (incluindo as fundações das torres defensivas pré-romanas), os banhos, o fórum, parte da necrópole muçulmana e uma infinidade de casas. Além disso, uma parte do Tossal de Manisses está sendo escavada, o que se espera que aumente o tamanho e a importância do local.
A influência de Lucento também está presente na cultura da região, com muitos negócios, associações e clubes esportivos na área de Alicante com o nome da antiga cidade.